# Dorfkirche Mittweide

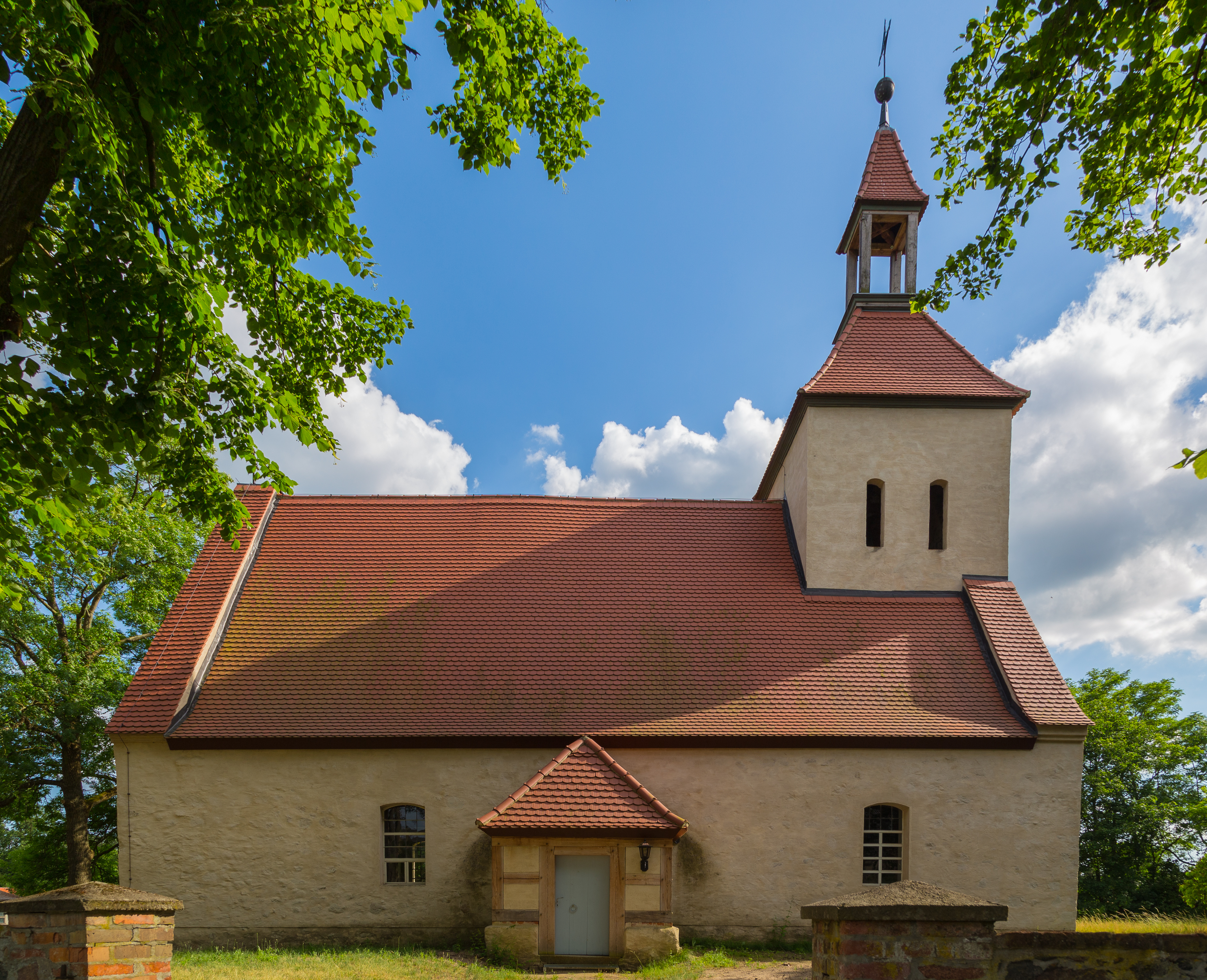
Dorfkirche Mittweide (2017)

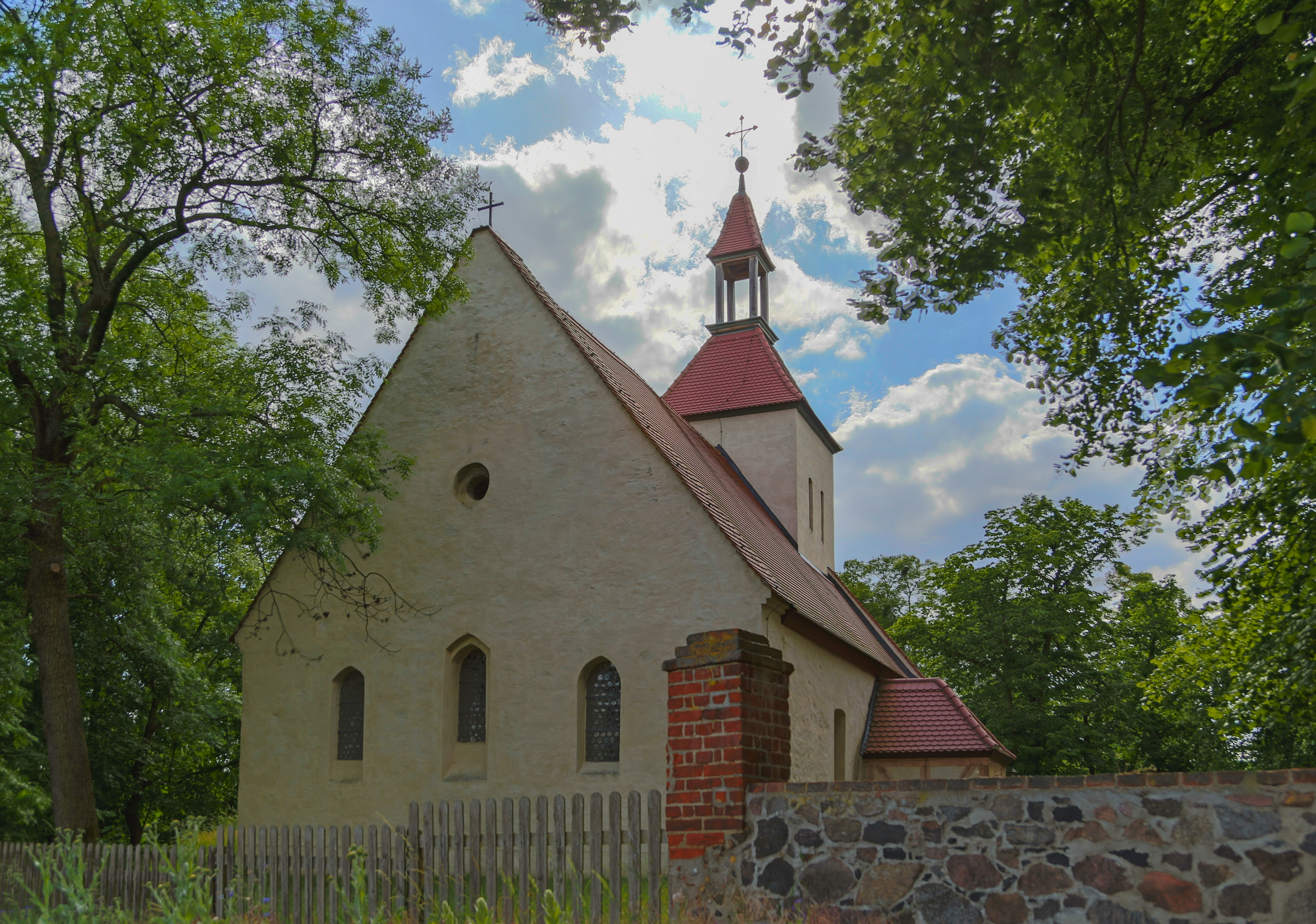
Ostschluss der Kirche (2017)

Die Dorfkirche Mittweide ist das Kirchengebäude im Ortsteil Mittweide der Gemeinde Tauche im Süden des Landkreises Oder-Spree in Brandenburg. Es gehört der Kirchengemeinde Mittweide im Kirchenkreis Niederlausitz, der Teil der Evangelischen Kirche Berlin-Brandenburg-schlesische Oberlausitz ist. Die Kirche steht unter Denkmalschutz.

## Architektur und Geschichte
Die Dorfkirche Mittweide wurde in der ersten Hälfte des 15. Jahrhunderts gebaut. Das Kirchenschiff ist im Kern aus Feldsteinen errichtet und wurde später verputzt. Der ebenfalls verputzte Dachturm wurde erst nach 1830 in Ziegelbauweise ergänzt. Im ursprünglichen Zustand sind heute noch die Ostwand mit Dreifenstergruppe sowie das gestufte Südportal erhalten. Im Innenraum ist die Kirche flach gedeckt, über der Decke ist noch ein Schildbogen des früheren Tonnengewölbes erhalten. An der östlichen Giebelwand ist auf dem heutigen Dachboden noch ein freskiertes Wandbild mit einer Darstellung der Weltrichter vorhanden.
Die Kirche hat eine schlichte einheitlich barocke Ausstattung mit einem Kanzelaltar aus der zweiten Hälfte des 19. Jahrhunderts. Ab 1857 befand sich in der Kirche eine Orgel der Gebrüder Lehmann aus Straupitz. Im Jahr 1900 baute die Firma W. Sauer Orgelbau aus Frankfurt (Oder) eine neue Orgel in die Kirche ein, wobei das ursprüngliche Prospekt der Firma Lehmann beibehalten wurde. Die pneumatische Orgel hat je ein Pedal und Manual sowie sechs Register.
Im Jahr 1976 schlug der Blitz in den Turm ein, was jedoch keine größeren Schäden verursachte. Nach einem Sturm im Februar 2002 stürzten das Kreuz und die Kugel vom Kirchendach. Im Jahr 2009 wurde die inzwischen stark sanierungsbedürftige Kirche für rund 140.000 Euro instand gesetzt und im November desselben Jahres neu geweiht. Die Kosten für die Sanierungsarbeiten wurden größtenteils durch den damaligen Kirchenkreis Lübben getragen.

## Kirchengemeinde
Bereits im 19. Jahrhundert war Mittweide eine Filialkirche der Dorfkirche Trebatsch und somit der Superintendentur in Beeskow unterstellt. Im Jahr 1937 gehörte Mittweide bereits zum Kirchenkreis Lübben. Dieser war bis 1945 Teil der Evangelischen Kirche Berlin-Brandenburg-schlesische Oberlausitz und gehörte danach zur Evangelischen Kirche in Berlin-Brandenburg. Ab 1969 gehörte Mittweide zum neu entstandenen Kirchenkreis Lübben-Calau und seit 1998 wieder zum Kirchenkreis Lübben. Dieser gehörte ab 2004 zur Evangelischen Kirche Berlin-Brandenburg-schlesische Oberlausitz.
Am 1. Juli 2008 schlossen sich die Kirchengemeinden Groß Leine, Groß Leuthen, Krugau, Kuschkow, Leibchel, Mittweide, Pretschen, Wittmannsdorf und Zaue zum Pfarrsprengel Groß Leuthen-Zaue zusammen. Seit 2010 gehört die Kirchengemeinde Mittweide dem Kirchenkreis Niederlausitz an. Neben dem Dorf Mittweide gehört heute noch der Nachbarort Schuhlen zur Kirchengemeinde.